# ねぎぼうずのあさたろう
『ねぎぼうずのあさたろう』は、飯野和好原作の絵本シリーズである。1999年から2020年まで福音館書店から全11巻が刊行された。第49回小学館児童出版文化賞を受賞。2008年よりテレビアニメ化された。

## あらすじ
ねぎぼうずのあさたろうは、秩父にあるあさつき村で家族と暮らしていた。
ある日、あさつき村を荒らし回る悪党・やつがしらの権兵衛を撃退したあさたろう。
しかし、このまま村に居続ければ、権兵衛は再びやってくる。あさたろうは村を出ることを決意する。

## キャラクター
本作品で登場するキャラクターの全てが野菜や果物、その他植物がモチーフになっているが、アニメ版は一部異なる（こしあん和尚、大福餅のよさく等）。

### レギュラーキャラクター
あさたろう
声 - くまいもとこ
主人公。武州秩父、あさつき村出身のねぎぼうず。
母、お玉からもらったねぎの一刀「しらねぎすけ」を携え、三度笠を被った旅装束をしている。
若いながらも曲がったことが嫌いな男気溢れる性格で、困っている人を見過ごせない。ただ生まれてからずっとあさつき村にいたために、世間一般のことに疎いところもある。また、すこし天然ボケの部分を見せる。
決め台詞は「顔はまぁるいネギの花　心はシャキッと辛口一本ねぎ！」
道中出会ったにきち、こももと共に旅をする。
慣用句をよく使うが、いつも微妙に間違えてにきちに訂正させられる。
必殺技は「正義のねぎ汁」。汗や唾液のようなものらしく、目や鼻にかかると非常にしみる。これで相手を無力化させる。
にきち
声 - 田中一成
あさたろうの男気に惚れ、共に旅するニンニクの盗賊。あさたろうを兄貴と呼ぶ。
腕っ節はそこそこだが、旅の知識や盗賊ならではの機知に富み、世間知らずなあさたろうのサポートをする。
惚れっぽい性格で、旅の道中で出会った女性に求婚することがしばしばある。
盗賊だったこともあり、各地の盗賊宿の場所を知っており、盗賊・義賊の顔見知りも多い。
ニンニクの粉を持ち歩き、目つぶしに使う「にんにくの粉の目つぶし」が得意技。
あさたろうの名乗りの後、「いよっ！、にんにくいね〜」とやじを入れるのが毎度のパターン。
きゅうべえ
声 - 浅沼晋太郎
きゅうりの浪人。
当初はあさたろうの命を狙っていたが、その義侠心を認め、旅の道中に出会っては手助けすることも。
性格は気むずかしく、無口であまり人に心を開かないが、本来は義理深い。
娘のお菊を国内最大の盗賊集団「もろこし天狗党」にさらわれ、旅の理由も天狗党を追い、お菊を助け出すことにある。
冷えた米に出がらしの茶をかけた茶漬けばかり食べている。
作中はあさたろうやこももに「きゅうちゃん」と呼ばれる。そのたびに「きゅうべえだ」と訂正している。
回が進むごとに心がほぐれ、最終回ではあさたろうに「きゅうべえさん」と呼ばれて「きゅうちゃんだ」と応え、周囲を困惑させた。
ながきち
声 - 大場真人
あさたろうの父。
幼い息子・あさたろうを残してあさつき村を出た。通称「秩父のからっ風」。眉の上の三日月形の傷が特徴的。
性格はあさたろうの父らしく、強きをくじき弱きを助ける、男気と義侠心に溢れた男。ただただまっすぐなあさたろうとは異なり、先を見据える心眼を持ち、時に悪役に回っても、人の心をおもんばかる。
こもも
声 - 菊池こころ
本作のヒロイン。あさたろうと旅をする謎の多いスモモの少女。その正体は女忍者・くノ一のこもも。
さっぱりした性格。
普段は旅装束だが、いざとなると煙幕で姿を隠し、桃色の忍者装束に着替える。その際の決め台詞は「天才忍者くのいちのこもも、人呼んでくのいちのこもも」。
忍者だが、忍術の腕はあまり良くない。特に手裏剣などの投擲物は、毎回あさってのところに飛んで行ってしまう。
忍者としての腕のなさは自覚している。ただ本人は忍術よりも歌の方が好きで、その歌声はかなりのものがある。
グルメ。「東海道味巡り」の冊子を常に持ち歩いていて、各地の名産に目がない。
アニメ版を初出とするが、アニメ放送後に刊行された原作にも登場する。
浪曲ナレーション
声 - 国本武春
ナレーションを担当。原作を踏襲し、浪曲風の語り口となっている。

### ゲストキャラクター
- しいのみのおよう（声：神田朱未 ）第1話、第37話、第41話
- やつがしらの権兵衛（声：広瀬正志 ）第1話、第2話、第6話、第41話
- こいもの長吉（声：沼田祐介）第1話、第2話、第6話、第41話
- お玉（声：久川綾）第1話、第2話
- あさたろうの爺（声：丸山詠二）第1話
- あさたろうの婆（声：真山亜子）第1話
- しい吉（声：日比愛子）第1話
- おようの父（声：藤本たかひろ）第1話
- おようの母（声：斉藤貴美子）第1話
- おつう （声：雪野五月）第3話
- おみや （声：浦和めぐみ）第3話
- とおりすがりのさといもじいさん （声：田の中勇）第3話
- あずきのおてる（声：岡村明美）第4話
- もちの杵太郎（声：阪口大助）第4話
- もちの臼之助（声：島田敏）第4話
- 亀屋の手代（声：川田紳司）第4話
- 亀屋の丁稚（声：粕谷雄太）第4話
- 米屋主人（声：川津泰彦）第4話
- たまねぎのおつる（声：天野由梨）第5話
- ほしがきのたねぞう（声：矢尾一樹）第5話
- れんこんのなかいがしら（声：鈴木れい子）第5話
- きゅうりのお菊（声：牧野由依／幼少期：金田朋子）第6話、第25話、第32話、第38話、第39話、第47話、第48話
- あおなのしゃきぞう（声：江原正士）第7話
- かぶらのすずきち（声：田中真弓）第7話
- かぶらのおすず（声：中山さら）第7話
- びわのみのまどか（声：黛まどか）第7話
- やきぐりのよへい（声：津久井教生）第8話
- 村長（声：龍田直樹）第8話
- いがぐりの山賊親分（声：柴田秀勝）第8話
- りんごのおりん（声：真田アサミ）第9話、第43話
- だいこんさい（声：阪脩）第9話
- たねいものぶんぞう（声：楠見尚己）第10話
- しらなすのごんぱち（声：田中亮一）第10話
- なすのなすべえ（声：私市淳）第10話
- 火の玉おてつ（声：冨永みーな）第11話、第31話
- 灰かぶりのとうぞう（声：郷里大輔）第11話、第31話
- こぬかのこなきち（声：茶風林）第11話、第31話
- そばがきげんえもん（声：若本規夫）第12話、第44話
- とちのみこぞう（声：古川登志夫）第12話、第22話、第35話
- パプリカ・ムクレール3世（声：樋口あかり）第13話
- へちまの善兵衛（声：平野正人）第13話
- 洋梨の末吉（声：太田真一郎）第13話
- さつまいもの屁太郎（声：うえだゆうじ）第14話、第22話、第44話
- 風魔のとん吉（声：水島裕）第14話、第46話
- ごぼうのがんじろう（声：緑川光）第15話
- だいこんのたつざえもん（声：石森達幸）第15話
- だいこんのおきぬ（声：桑島法子）第15話
- そら豆の時太郎（声：三木眞一郎）第16話
- あんずのおみよ（声：小林沙苗）第16話
- 大福餅の与作（声：飛田展男）第17話
- 塩大福山親方（声：池水通洋）第17話
- 黒豆関（声：稲田徹）第17話
- 与作の母（声：中友子）第17話
- 下仁田ねぎのはんじ（声：立木文彦）第18話
- 仙台曲がりねぎのひねきち（声：真殿光昭）第18話
- 九条ねぎのみちざね（声：鈴木琢磨）第18話
- 六角棒のうど丸（声：玄田哲章）第19話、第47話、第48話
- こしあん和尚（声：麦人）第19話、第38話、第39話
- ゆり（声：岡本麻弥）第20話
- 平蔵（声：石塚運昇）第20話
- 吉兵衛（声：青野武）第20話
- みそだまのでんごろう（声：野沢那智）第21話
- まめきち（声：南央美）第21話
- おはな（声：野中藍）第21話
- こうべい（声：園部啓一）第21話
- およね（声：浦和めぐみ）第21話
- ぐみかんざしのおきよ（声：水沢史絵）第22話
- たけのこのじょうたろう（声：平田広明）第23話
- 番頭（声：中井和哉）第23話
- 大旦那（声：田中信夫）第23話
- たけのこのそめえもん（声：岩崎ひろし）第23話
- まつぼっくりのもんえもん（声：飯塚昭三）第24話、第25話
- まつぼっくりのこのみ（声：高木礼子）第24話、第25話
- むきぐりのおちよ（声：西村ちなみ）第24話、第25話
- むきぐりのかんすけ（声：辻村真人）第24話、第25話
- やまなしのごんじ（声：平野正人）第24話、第25話
- からすうりの金三（声：置鮎龍太郎）第24話、第25話、第47話、第48話
- 諸越光雲斉（声：中原茂）第25話、第38話、第39話、第46話、第47話、第48話
- あずきのしんきち（声：山口勝平）第26話
- 馬のたろう（声：粗忽屋東品川店）第26話
- しょうがなしのすけ（声：二又一成）第26話
- あずきのもへい（声：塩屋浩三）第26話
- あおうめのおたつ（声：片岡富枝）第27話
- じごなのはんじろう（声：池田勝）第27話
- にんにくのおしの（声：ゆかな）第28話
- とうなすのごんた（声：三宅健太）第28話
- にんにくのおかつ（声：山本圭子）第28話
- さんしょうのぜんすけ（声：西村知道）第29話
- さんしょうのはんすけ（声：小西克幸）第29話
- みょうがのみょうたろう（声：大友龍三郎）第29話
- わさびのとうじ（声：杉田智和）第30話
- わさびのさんじ（声：宝亀克寿）第30話
- さくらんぼのさくら（声：浅野真澄）第30話
- くじら瓜のまんきち（声：銀河万丈）第31話
- じねんじょのせんぞう（声：千葉一伸）第31話
- あげだまのよそべえ（声：遠近孝一）第33話
- いちごのおいち（声：斎藤千和）第33話
- いちごのいちごろう（声：田の中勇）第33話
- とろろ昆布のとろぞう（声：高木渉）第33話
- びわのおれん（声：平松晶子）第33話
- ゆりねのお仙（声：堀江美都子）第34話、第37話
- にがうりの蔓之助（声：大塚芳忠）第34話
- かんぴょうのごんざえもん（声：村松康雄）第35話
- うなりじゃがいものみのきち（声：国本武春）第36話
- おくらのねば蔵（声：チョー）第36話
- くわいのお八重（声：山口由里子）第40話
- きんかんのお民（声：三輪勝恵）第40話
- だいこんのおはつ（声：大谷育江）第40話
- だいこんのしろ吉 （声：桐本琢也）第40話
- ふきのふき五郎（声：鈴木清信）第40話
- うりのおそよ（声：渡辺美佐）第40話
- 平八（声：園部啓一）第41話
- さんしょうの六右衛門（声：青野武）第42話
- ぎんなんの藤堂正直（声：納谷六朗）第42話
- ひょうたんのお栄（声：上村典子）第42話
- さといものおさと（声：勝生真沙子）第43話
- にんじんの勝蔵（声：優希比呂）第44話
- 朝掘武之進（声：てらそままさき）第45話
- 葛根龍之介（声：植村喜八郎）第45話
- 村長（声：飯野和好）第45話
- 大木桃之介（声：菊池正美）第46話
- 爺や（声：野田圭一）第46話

## 書籍
1. 『ねぎぼうずのあさたろう その1 とうげのまちぶせ』（1999年11月10日出版[2]、ISBN 978-4-8340-1634-5）
2. 『ねぎぼうずのあさたろう その2 しゅくばはずれのけっとう』（2000年4月12日出版[3]、ISBN 978-4-8340-1668-0）
3. 『ねぎぼうずのあさたろう その3 人情渡し舟』（2001年3月20日出版[4]、ISBN 978-4-8340-1742-7）
4. 『ねぎぼうずのあさたろう その4 火の玉おてつのあだうち』（2003年3月15日出版[5]、ISBN 978-4-8340-1932-2）
5. 『ねぎぼうずのあさたろう その5 いそぎたび そばがきげんえもん』（2005年6月25日出版[6]、ISBN 978-4-8340-2108-0）
6. 『ねぎぼうずのあさたろう その6 みそだまのでんごろうのわるだくみ』（2006年11月15日出版[7]、ISBN 978-4-8340-2248-3）
7. 『ねぎぼうずのあさたろう その7 さんぞく まつぼっくりのもんえもんのなみだ』（2008年9月10日出版[8]、ISBN 978-4-8340-2371-8）
8. 『ねぎぼうずのあさたろう その8 にんにくにきち はしる!』（2010年6月15日出版[9]、ISBN 978-4-8340-2572-9）
9. 『ねぎぼうずのあさたろう その9 あめのつちやま きゅうべえのおもい!』（2013年9月15日出版[10]、ISBN 978-4-8340-8018-6）
10. 『ねぎぼうずのあさたろう その10 ゆきはこんこんわたりどり』（2017年1月20日出版[11]、ISBN 978-4-8340-8316-3）
11. 『ねぎぼうずのあさたろう その11 なかせんどう もどりたび』（2020年10月10日出版[12]、ISBN 978-4-8340-8579-2）

## テレビアニメ
テレビ朝日で、2008年10月12日から2009年9月27日まで毎週日曜日6時30分-7時00分に放送された。全48話。また、同枠の作品としては初めてテレ朝チャンネルでも放送されている。
ハイビジョン制作。SD放送は16:9レターボックス放送。地上波のみ字幕放送。
第13回文化庁メディア芸術祭アニメーション部門にて審査委員会推薦作品に選定された。
本作終了後、テレビ朝日・東映アニメーション制作のアニメ枠は『怪談レストラン』を後番組として火曜夜7時30分枠に移動。『怪談レストラン』の後番組として同枠で放送されていた『デジモンクロスウォーズ』が2011年4月に本枠に移動するまでの1年半、本枠でのアニメの放送は中断することになった。

### 概要
野菜や果物をモチーフにし、それらを擬人化した戯画的なキャラクターが登場、演出などもコミカルなものが多い。その一方、物語の本筋は古き良き時代劇の定石を守りつつ、現代的かつ子供向けのアレンジが加えられている点が特徴である。

### スタッフ
- 企画 - 杉山登（tv asahi）、清水慎治（東映アニメーション）
- 原作 - 飯野和好
- シリーズディレクター - 池田洋子
- シリーズ構成 - 米村正二
- キャラクターデザイン - 稲上晃
- チーフアニメーター - 小松こずえ
- 美術デザイン - 渡辺佳人
- 色彩設計 - 塚田劭
- 音楽 - 丸山和範
- 製作担当 - 額賀康彦
- プロデューサー - 今川朋美（tv asahi）、鷲尾天（東映アニメーション、第1話 - 第24話）、浅間陽介（東映アニメーション）
- 制作協力 - 東映
- 制作 - テレビ朝日、東映アニメーション

### 主題歌
コロムビアミュージックエンタテインメントより発売。
オープニングテーマ
「参上!ぴゅるっとあさたろう」（※第48話のエンディングテーマにも使用）
作詞 - 大森祥子 / 作曲 - 浅田直 / 編曲 - 関淳二郎 / 歌 - 松原剛志
エンディングテーマ
「星の彼方へ」（第1話-第31話）
作詞 - 大森祥子 / 作曲 - 押谷沙樹 / 編曲 - 関淳二郎 / 歌 - 押谷沙樹
「風の歌、星の歌、私の歌」（第32話-第47話）
作詞 - 大森祥子 / 作曲 - 押谷沙樹 /  編曲 - 丸山和範 / 歌 - 堀江美都子

### 各話リスト
| 話数 | サブタイトル               | 脚本     | （絵コンテ） 演出       | 作画監督          | 美術       | 放送日          |
| ---- | -------------------------- | -------- | ----------------------- | ----------------- | ---------- | --------------- |
| 1    | 旅立ちのとうげ             | 米村正二 | 池田洋子                | 直井正博          | 渡辺佳人   | 2008年 10月12日 |
| 2    | 出会いの宿場町             | 米村正二 | 佐々木憲世              | 佐久間信一 斎藤佑 | 石田勝則   | 10月19日        |
| 3    | 謎のゆうれい屋敷           | 米村正二 | （志田直俊） 広嶋秀樹   | 佐藤元            | 杦浦正一郎 | 10月26日        |
| 4    | おまんじゅうは恋の味       | 丸尾みほ | 門由利子                | 今木宏明          | 渡辺佳人   | 11月2日         |
| 5    | 弁天様のくれた赤ん坊       | 清水東   | 芝田浩樹                | 佐久間信一 斎藤佑 | 鹿野良行   | 11月9日         |
| 6    | きゅうべえと磯菊の花       | 米村正二 | うえだひでひと          | 岡辰也            | 杦浦正一郎 | 11月16日        |
| 7    | 嘘つき小僧すず吉           | 丸尾みほ | 今澤哲男                | 竹田欣弘          | 渡辺佳人   | 11月23日        |
| 8    | 村を守った秘密箱           | 村山功   | （大塚健） 広嶋秀樹     | 梨澤孝司          | 徳重賢     | 11月30日        |
| 9    | くノ一の隠れ里             | 清水東   | 小川孝治                | 直井正博          | 石田勝則   | 12月7日         |
| 10   | 人情渡し船                 | 米村正二 | 佐々木憲世              | 佐久間信一 斎藤佑 | 渡辺佳人   | 12月14日        |
| 11   | 鉄火肌火の玉おてつ         | 丸尾みほ | うえだひでひと          | 岡辰也            | 杦浦正一郎 | 12月21日        |
| 12   | はらぺこ侍必殺剣           | 村山功   | 芝田浩樹                | 今木宏明          | 鹿野良行   | 2009年 1月4日   |
| 13   | 大笑い一番勝負!            | 清水東   | 門由利子                | 佐久間信一 斎藤佑 | 渡辺佳人   | 1月11日         |
| 14   | もろこし天狗党あらわる     | 米村正二 | （志田直俊） 広嶋秀樹   | 竹田欣弘          | 杦浦正一郎 | 1月18日         |
| 15   | 道場やぶりやぶり           | 山田健一 | 今澤哲男                | 佐藤元            | 徳重賢     | 1月25日         |
| 16   | 初恋のおみよちゃん         | 丸尾みほ | 佐々木憲世              | 梨澤孝司          | 渡辺佳人   | 2月1日          |
| 17   | よわむし与作の土俵入り     | 清水東   | 小川孝治                | 直井正博          | 石田勝則   | 2月8日          |
| 18   | 海道一のねぎくらべ         | 山田健一 | うえだひでひと          | 岡辰也            | 杦浦正一郎 | 2月15日         |
| 19   | 師匠は飲んべえ和尚         | 米村正二 | 芝田浩樹                | 佐久間信一 斎藤佑 | 渡辺佳人   | 2月22日         |
| 20   | あやかしひそむ峠みち       | 村山功   | （細田雅弘） 広嶋秀樹   | 佐藤元            | 徳重賢     | 3月1日          |
| 21   | みそだまの悪だくみ         | 清水東   | 今澤哲男                | 今木宏明          | 鹿野良行   | 3月8日          |
| 22   | 財布すられたあさたろう     | 丸尾みほ | 池田洋子                | 竹田欣弘 直井正博 | 渡辺佳人   | 3月15日         |
| 23   | 親子で染めた藍の色         | 村山功   | （佐々木憲世） 広嶋秀樹 | 佐久間信一 斎藤佑 | 杦浦正一郎 | 3月22日         |
| 24   | 山賊もんえもんの涙（前編） | 米村正二 | うえだひでひと          | 岡辰也            | 石田勝則   | 3月29日         |
| 25   | 山賊もんえもんの涙（後編） | 米村正二 | （大塚健） 広嶋秀樹     | 梨澤孝司          | 渡辺佳人   | 4月5日          |
| 26   | 馬子のしんきち凧合戦       | 清水東   | 小川孝治                | 直井正博          | 徳重賢     | 4月12日         |
| 27   | 大事な大事なお客様         | 山田健一 | 今澤哲男                | 小泉昇            | 杦浦正一郎 | 4月19日         |
| 28   | 花嫁と荒くれ野武士         | 丸尾みほ | 芝田浩樹                | 佐久間信一 斎藤佑 | 渡辺佳人   | 4月26日         |
| 29   | 咲いた笑顔のうなぎ飯       | 村山功   | 角銅博之                | 今木宏明          | 鹿野良行   | 5月3日          |
| 30   | なみだの仇討ち             | 米村正二 | うえだひでひと          | 岡辰也            | 杦浦正一郎 | 5月10日         |
| 31   | 夕陽を駆けた男意気         | 清水東   | （やしろ駿） 小川孝治   | 石川修            | 渡辺佳人   | 5月17日         |
| 32   | お菊という名の四天王       | 米村正二 | 地岡公俊                | 山室直儀          | 徳重賢     | 5月24日         |
| 33   | にきち恋の指南役           | 村山功   | 角銅博之                | 梨澤孝司          | 石田勝則   | 5月31日         |
| 34   | 唄を歌わぬ歌うたい         | 丸尾みほ | 細田雅弘                | 直井正博          | 渡辺佳人   | 6月7日          |
| 35   | 雨の矢矧橋                 | 山田健一 | 畑野森生                | 佐久間信一 斎藤佑 | 杦浦正一郎 | 6月14日         |
| 36   | 聞いたかこれがうなり節     | 清水東   | 今澤哲男                | 今木宏明          | 鹿野良行   | 6月28日         |
| 37   | ふたりを結んだねぎの花     | -        | 池田洋子                | 石川修            | 渡辺佳人   | 7月5日          |
| 38   | その名はもろこし光雲斎     | 米村正二 | 角銅博之                | 小泉昇            | 渡辺佳人   | 7月19日         |
| 39   | きゅうべぇ運命の再会       | 米村正二 | 芝田浩樹                | 竹田欣弘          | 徳重賢     | 7月26日         |
| 40   | 人生いろいろ雨の宿         | 丸尾みほ | うえだひでひと          | 岡辰也            | 杦浦正一郎 | 8月2日          |
| 41   | おようちゃんがやってきた   | 村山功   | 佐々木憲世              | 佐久間信一 斎藤佑 | 渡辺佳人   | 8月9日          |
| 42   | 五十年目の七夕月夜         | 丸尾みほ | 細田雅弘                | 今木宏明          | 石田勝則   | 8月16日         |
| 43   | おりん くの一のさだめ      | 清水東   | 角銅博之                | 直井正博          | 杦浦正一郎 | 8月23日         |
| 44   | 辻斬りげんえもん           | 村山功   | 今澤哲男                | 梨澤孝司          | 徳重賢     | 8月30日         |
| 45   | 朝霧の中の剣士             | 米村正二 | うえだひでひと          | 岡辰也            | 渡辺佳人   | 9月6日          |
| 46   | あばよ、こもも             | 米村正二 | （池田洋子） 畑野森生   | 竹田欣弘          | 鹿野良行   | 9月13日         |
| 47   | 大決闘 湖底の砦            | 米村正二 | （地岡公俊） 小川孝治   | 小泉昇            | 杦浦正一郎 | 9月20日         |
| 48   | 旅の終わり 旅の始まり      | 米村正二 | 芝田浩樹                | 小松こずえ        | 徳重賢     | 9月27日         |

### 放送局
| 放送地域   | 放送局           | 放送期間                                                                                | 放送日時                                                            | 放送系列       | 備考                                                                    |
| ---------- | ---------------- | --------------------------------------------------------------------------------------- | ------------------------------------------------------------------- | -------------- | ----------------------------------------------------------------------- |
| 関東広域圏 | テレビ朝日       | 2008年10月12日 - 2009年9月27日                                                          | 日曜 6:30 - 7:00                                                    | テレビ朝日系列 | 制作局                                                                  |
| 秋田県     | 秋田朝日放送     | 2008年10月25日 - 12月27日 2008年12月28日 2009年1月10日 - 3月28日 2009年4月5日 - 7月26日 | 土曜 7:00 - 7:30 日曜 6:30 - 7:00 土曜 7:00 - 7:30 日曜 6:30 - 7:00 | テレビ朝日系列 |                                                                         |
| 日本全域   | BS朝日           | 2008年11月21日 - 2009年10月30日                                                         | 金曜 17:00 - 17:30                                                  | BS放送         | アニメストリート枠                                                      |
| 日本全域   | テレ朝チャンネル | 2008年12月3日 - 2009年11月18日                                                          | 水曜 18:00 - 18:30                                                  | CS放送         | リピート放送あり                                                        |
| 福岡県     | 九州朝日放送     | 2009年3月29日 - 2010年3月14日                                                           | 日曜 6:30 - 7:00                                                    | テレビ朝日系列 |                                                                         |
| 近畿広域圏 | 朝日放送         | 2009年4月12日                                                                           | 日曜 6:00 - 6:30                                                    | テレビ朝日系列 | 第1話のみ放送                                                           |
| 長崎県     | 長崎文化放送     | 2009年4月12日 - 10月4日                                                                 | 日曜 6:30 - 7:00                                                    | テレビ朝日系列 | 第25話で打ち切り                                                        |
| 山口県     | 山口朝日放送     | 2009年4月29日 2011年3月26日 - 4月9日                                                    | 水曜 10:45 - 11:15 土曜 6:00 - 6:30                                 | テレビ朝日系列 |                                                                         |
| 北海道     | テレビ北海道     | 2010年10月2日 - 2011年3月26日 2011年4月5日 - 9月13日                                    | 土曜 6:00 - 6:30 火曜 7:30 - 8:00                                   | テレビ東京系列 | 2011年3月12日は 前日発生した東日本大震災に伴う 報道特別番組のため休止。 |
| 愛媛県     | 愛媛朝日テレビ   | 2011年5月28日 - 2012年8月18日                                                           | 土曜 6:30 - 7:00                                                    | テレビ朝日系列 |                                                                         |

### 映像ソフト化
本編のDVDは2009年2月21日から2010年1月21日にかけて発売。全12巻で、第1巻は2話、第10巻・第12巻は5話、他の各巻は4話収録。

## 楽曲
テレビアニメで使用されている楽曲については、#主題歌を参照。
ねぎぼうずのあさたろう
作詞：飯野和好、作曲：中川ひろたか、歌：中川ひろたか＋飯野和好、浪曲・三味線：桂文我
2000年発行の絵本『うたのパレット 10+1人の絵本作家オリジナルソング集』の16ページに楽譜、17ページに歌詞が掲載。
映像ソフト『飯野和好痛快活劇ビデオ』で使用されている。2000年に発売されたCD『うたのパレット』（ソングレコード、規格品番：SR-0501）に収録。